# Gioacchino Lanza Tomasi
Gioacchino Lanza Tomasi (Roma, 11 de febrero de 1934 - Palermo, 10 de mayo de 2023) fue un musicólogo, director artístico y profesor universitario italiano.

## Biografía
Nacido en Roma en 1934, segundo hijo de Fabrizio Lanza Branciforte di Mazzarino, conde de Assar, y de la aristócrata española María Conchita Ramírez de Villa Urrutia y Camacho. Pertenece a una de las más antiguas familias de la alta aristocracia siciliana que durante siglos han emparentado con las grandes dinastías de Europa. Se trasladó con su familia a Palermo después de la Segunda Guerra Mundial. Asistió a Giuseppe Tomasi di Lampedusa, su primo lejano, hasta su fallecimiento en 1957. Después de la muerte del escritor ha recogido su herencia intelectual, manteniendo viva su memoria, después de largos años de paciente restauración del Palazzo Lampedusa alla Marina (ahora Lanza Tomasi). 
En 1965 comenzó sus actividades como organizador de acontecimientos musicales. Ha publicado desde 1968 varios ensayos sobre música y diversos autores contemporáneos: Bussotti, Pousseur, Sciarrino, Stockhausen, Kagel y Berio, entre otros. Está interesado en la fenomenología de la elaboración estilística y su recepción. Desde 1983 es profesor de Historia de la Música en la Universidad de Palermo. De 1989 a 1995 fue presidente de los cursos de licenciatura en Ciencias de la Educación. Fue vicepresidente de la asociación italiana de docentes de disciplinas musicales.
Ha sido director artístico de varias instituciones musicales: 
- Academia Filarmónica Romana (1973-75 y 1988-92),
- Teatro Massimo de Palermo (1971-75)
- Teatro de la Ópera de Roma (1976-1984),
- Coro y Orquesta Sinfónica de la RAI (1984-1992)
- Teatro Comunale de Bolonia, (1992-1995).
- De 1996 a 2000 dirigió el Instituto Italiano de Cultura en Nueva York.

En febrero de 2001 fue nombrado Superintendente de la Fundación Teatro de San Carlos en Nápoles, donde permaneció hasta 2006.